# Un été 44
Un été 44  est un spectacle musical français produit par Valéry Zeitoun et mis en scène par Anthony Souchet.
Les représentations ont lieu du 4 novembre 2016 au 26 mars 2017 au Comédia à Paris.

## L'histoire
De juin à août 1944, entre le Débarquement de Normandie et la Libération de Paris, c'est l'histoire de six jeunes gens, qui en chansons et narrations, livrent leurs joies, espoirs et doutes dans cette France occupée. Yvonne, Rose-marie et Solange, jeunes normandes, se voient en Rochambelle afin de s'engager et aider les soldats. Petit René, futur résistant est coursier. Willy est GI (soldat) et Hans, traducteur dans la Wehrmacht.

## Fiche technique
- Idée originale : Sylvain Lebel[2]
- Livret : Anthony Souchet, Valéry Zeitoun
- Musique : Erick Benzi, Marceline Desbordes-Valmore, Claude Lemesle, Sylvain Lebel, Florent Lebel, François Bernheim, Jean Fauque, Christian Vié, Jean-Pierre Marcellesi, Yves Duteil, Alain Chamfort, Maxime Le Forestier, Nerac, Joëlle Kopf, Michel Amsellem, Christian Loigerot, Charles Aznavour, Jean-Jacques Goldman[3].
- Producteur : Valéry Zeitoun[4]
- Mise en scène : Anthony Souchet
- Costumes : Vanessa Coquet
- Maquillage : Mika Lagadec
- Coiffure : Stéphane Delahaie
- Décors : Morgane Baux, Atelier Devineau, Anthony Souchet
- Lumières : Jacques Rouveyrollis, Jessica Duclos (assistante)
- Projections Vidéo : Gilles Papain
- Directeur musical : Erick Benzi
- Direction du casting :

- Date de première représentation : 4 novembre 2016 au Comédia à Paris

## Distribution

### Comédiens / Chanteurs
- Nicolas Laurent : Petit René
- Philippe Krier : Hans Brauer
- Tomislav Matosin : Willy O'Brien
- Barbara Pravi : Solange Duhamel
- Alice Raucoules : Yvonne Gauthier
- Sarah-Lane Roberts : Rose-Marie[5]

### Narratrice
- Marisa Berenson

## Discographie

### Singles
- Le premier single interprété par Tomislav Matosin : Passer la nuit, est publié sur YouTube, le 8 juin 2016[6].
- Le deuxième single interprété par Philippe Krier et Sarah-Lane Roberts : Le monde n'est jamais assez grand, est publié sur YouTube, le 6 octobre 2016[7].

### Album
L'album studio du spectacle sort le 4 novembre 2016 et comprend 24 titres :
| No  | Titre                             | Interprète(s)                                      | Durée |
| --- | --------------------------------- | -------------------------------------------------- | ----- |
| 1.  | Ma chambre                        | Barbara Pravi                                      | 2:43  |
| 2.  | Commando de la lune               | Philippe Krier                                     | 4:38  |
| 3.  | Passer la nuit                    | Tomislav Matosin                                   | 4:15  |
| 4.  | Le Peintre normand                | Sarah-Lane Roberts                                 | 4:09  |
| 5.  | Petit René                        | Nicolas Laurent                                    | 3:05  |
| 6.  | Ta photographie                   | Erwan Arzel                                        | 4:43  |
| 7.  | F... bocage                       | Tomislav Matosin                                   | 3:19  |
| 8.  | Le monde n'est jamais assez grand | Philippe Krier, Sarah Lane-Roberts                 | 3:09  |
| 9.  | Les Québécois                     | Alice Raucoules, La troupe d'Un été 44             | 3:29  |
| 10. | Les Rochambelles                  | Alice Raucoules, Barbara Pravi, Sarah-Lane Roberts | 4:01  |
| 11. | Sage-femme                        | Alice Raucoules                                    | 3:24  |
| 12. | Juste                             | La troupe d'Un été 44                              | 3:50  |
| 13. | L'amour est tombé                 | Nicolas Laurent, La troupe d'Un été 44             | 4:08  |
| 14. | On a pris la route                | Alice Raucoules                                    | 3:27  |
| 15. | Lili sans sommeil                 | Barbara Pravi                                      | 3:36  |
| 16. | Whisky Vodka                      | La troupe d'Un été 44                              | 2:59  |
| 17. | 2436 pianos                       | Tomislav Matosin                                   | 4:24  |
| 18. | Avec les hirondelles              | Alice Raucoules, Tomislav Matosin                  | 4:23  |
| 19. | Bonne idée ce D-Day               | Sarah-Lane Roberts                                 | 2:58  |
| 20. | Les Lunettes cassées              | Philippe Krier                                     | 3:14  |
| 21. | F.F.I.                            | Nicolas Laurent                                    | 3:50  |
| 22. | Paris au ciel d'été               | La troupe d'Un été 44                              | 4:10  |
| 23. | Seulement connu de Dieu           | Barbara Pravi                                      | 3:23  |
| 24. | Ne m'oublie pas                   | La troupe d'Un été 44                              | 3:55  |

## Tournée
Le spectacle devait partir en tournée en France et en Belgique à partir du 3 mai 2017, mais devant le faible remplissage des salles, la production a décidé de l'annuler. 
Seules deux dates étaient conservées, à Caen les 6 et 7 juin 2017 à l'occasion de l'anniversaire du débarquement de Normandie, mais ces dernières ont finalement été aussi supprimées.